# Manuel Allendesalazar Muñoz
Manuel Allendesalazar Muñoz (Guernica, 1856 — Madrid, 1923) foi um político da Espanha. Ocupou o lugar de presidente do governo de Espanha.